# Rasjn Jug
Rasjn Jug (russisk: Рашн Юг) er en russisk spillefilm fra 2021 af Anton Fedotov.

## Medvirkende
- Stasja Miloslavskaja som Ksenija 'Ksjusja' Gordejeva
- Semjon Treskunov som Artjom Dudin
- Rinal Mukhametov som Nikita
- Aleksandr Metjolkin som Igor
- Roman Madjanov som Pjotr Ivanovich